# Исии, Сёхати
Сёхати Исии (яп. 石井庄八 Исии Сё:хати) — японский борец вольного стиля, олимпийский чемпион.
Сёхати Исии родился в 1926 году в Токио, окончил университет Тюо.
В 1952 году Сёхати Исии на олимпийских играх в Хельсинки в финале победил советского спортсмена Рашида Мамедбекова. Таким образом, он стал первым спортсменом из Японии, завоевавшим золотую олимпийскую медаль после Второй мировой войны.